# Louis Gérard Just de la Paisières

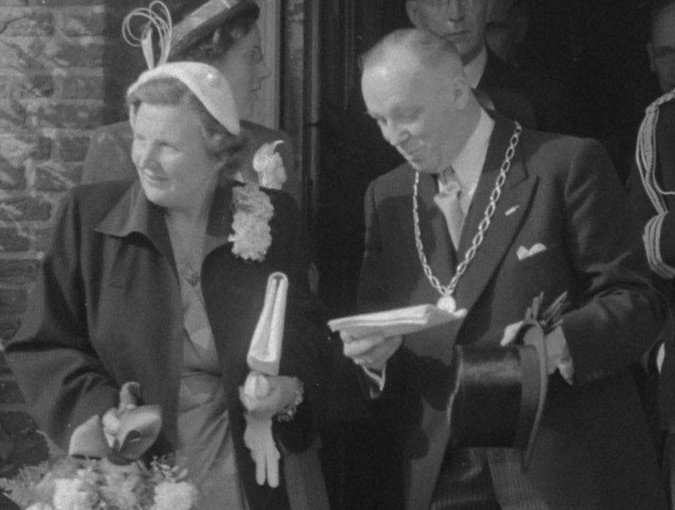
Koningin Juliana en burgemeester jhr. L.G. Just de la Paisières (1951)

Jhr. Louis Gérard Just de la Paisières (Den Haag, 28 juni 1903 – Brielle, 24 januari 1957) was een Nederlands politicus.
Hij is werkzaam geweest bij de gemeentesecretariën van Voorschoten, Kuinre en Blankenham voor hij in 1933 in dienst trad bij de gemeente Vlaardinger-Ambacht. Vanaf 1938 was hij commies eerste klasse bij de gemeente 's-Gravenzande en in 1939 volgde zijn benoeming tot burgemeester van Rozenburg. Hij werd in 1942 ontslagen maar kon burgemeester worden van Nootdorp. Daar werd hij in augustus 1944 ook ontslagen. Na de bevrijding in 1945 keerde hij terug als burgemeester van Rozenburg. 
Begin 1957 was hij in een auto die een veerboot op reed. Omdat de remmen niet goed functioneerden raakte de auto aan de andere kant van de veerboot in het water, waarbij hij op 53-jarige leeftijd verdronk.